# Christoph Maier (Politiker, 1984)
Christoph Maier (* 16. August 1984 in Schwabmünchen) ist ein deutscher Rechtsanwalt und Politiker (AfD). Er ist seit November 2018 Mitglied des Bayerischen Landtags.

## Leben und beruflicher Werdegang
Maier erlangte 2004 die allgemeine Hochschulreife in Krumbach. Von 2004 bis 2006 leistete er Wehrdienst als Soldat auf Zeit beim Gebirgspionierbataillon 8 in Brannenburg/Inntal ab und durchlief die Ausbildung zum Reserveoffizier. Es schloss sich von 2006 bis 2012 das Studium der Rechtswissenschaft an der Ludwig-Maximilians-Universität in München an, das er mit dem Ersten Staatsexamen abschloss. Maier ist Mitglied der Münchener Burschenschaft Sudetia. Nach dem Rechtsreferendariat am OLG München absolvierte er im Mai 2016 das Zweite Staatsexamen. Er ist als Rechtsanwalt in Bayern tätig.

## Politik
Maier ist seit dem 13. März 2013 Mitglied der bayerischen AfD. Von 2013 bis 2015 gehörte er dem Landesschiedsgericht der AfD an.
Im Jahre 2016 kandidierte er erfolglos für das Amt des Oberbürgermeisters von Memmingen. Bei der bayerischen Landtagswahl 2018 kandidierte er als Stimmkreisabgeordneter im Stimmkreis Memmingen auf Listenplatz 5 der AfD im Wahlkreis Schwaben und zog in den Landtag ein. Dort ist Maier Stellvertretender Vorsitzender des Ausschusses für Verfassung, Recht, Parlamentsfragen und Integration. Nach dem Einzug der AfD in den Landtag wurde er als Parlamentarischer Geschäftsführer seiner Fraktion gewählt. Maier ist alleinstehend und wohnt in Memmingen.
Medien bezeichnen Maier als dem völkisch-nationalistischen Flügel Der Flügel der Partei um Björn Höcke angehörend. Während Angela Merkels Besuch in Ottobeuren bei Memmingen beteiligte sich Maier an der Merkel-kritischen Demonstration im Umfeld von bekannten rechten und konservativen Burschenschaftern sowie Anhängern der rechtsextremen neonazistischen Kleinpartei Der III. Weg. Maier erlaubte ihnen hierbei die Teilnahme an der Demonstration der AfD. Als Redner in Ottobeuren beauftragte er den ebenfalls zum rechten Flügel der Partei gehörenden Bundestagsabgeordneten Johannes Huber.
Bei einem Treffen des „Flügels“ am 4. Mai 2019 im oberbayerischen Greding sang Maier auf dem Podium mit einer Gruppe von rund 15 Personen die erste Strophe des Deutschlandliedes, die auf Grund ihrer Nutzung in der Zeit des Nationalsozialismus umstritten ist. In einem Interview mit der Memminger Zeitung bezeichnete er das Singen der ersten Strophe des Deutschlandliedes als „politisch unklug“, aber im Grunde „nicht verwerflich“. Der Kritik am Singen der ersten Strophe des Deutschlandliedes begegnete er im Bayerischen Landtag folgendermaßen: „Jeden Angriff gegen uns wegen Singen des Deutschlandliedes empfinden echte Patrioten als Ehrenbezeugung.“
Am 23. Januar 2019 störte Maier eine Gedenkveranstaltung für die Opfer des Nationalsozialismus im Bayerischen Landtag, indem er zusammen mit den meisten seiner Fraktionskollegen während der Rede der Präsidentin der Israelitischen Kultusgemeinde München und Oberbayern Charlotte Knobloch demonstrativ das Plenum verließ, nachdem diese die AfD als rechtsextrem bezeichnet hatte.
Bei der Landtagswahl 2023 zog Maier erneut in den Landtag ein.

## Äußerungen im Bayerischen Landtag
Die Wortmeldungen Christoph Maiers führten im Bayerischen Landtag mehrfach zu kontroversen Debatten, in denen er regelmäßig von den Abgeordneten der anderen Fraktionen als rassistisch und rechtsextrem bezeichnet worden ist. Kritik rief die wiederholte pauschale Diffamierung von Asylbewerbern und Geflüchteten durch Maier hervor. So spricht er von „Scheinasylanten“ und „Asylbetrügern“ und bringt sie generell mit Straftaten in Verbindung. Er sagte auch: „Im Schnitt wird in Berlin alle drei Stunden ein Messer gezogen. Das ist Teil der kulturellen Bereicherung, von der uns auch der Kollege Hold gerade eben berichtet hat.“ Er setzt Terror und Zuwanderung gleich: Wir haben immer wieder darauf aufmerksam gemacht, dass die terroristischen Gefahren erst verschwinden, wenn die Grenzen nach Deutschland für illegale Zuwanderer geschlossen werden.
Ukrainische Flüchtlinge bezeichnete er als „sogenannte Flüchtlinge“ und wollte wissen, „ob die Ukrainer zum Schutz ihres Lebens mit ihren schweren SUVs nach Deutschland gefahren sind oder in Wirklichkeit als Sozialtouristen durch Europa tingeln.“ Bezüglich einer Debatte im Verfassungsausschuss des Bayerischen Landtags zum Thema Ukraine-Flüchtlinge sagte Maier: Zum Ende des Zweiten Weltkriegs haben sich „die Polen und die Ukrainer […] das deutsche Land sozusagen […] unter den Nagel gerissen […]. Und jetzt kommen noch mal 1,2 Millionen Ukrainer, die jetzt auch in Deutschland, auf unserem Territorium, leben wollen.“
In seiner Sprache bezeichnete Maier Menschen mit Migrationshintergrund wie Sachen: 

„Dass die Integration gerade nicht funktioniert hat, beweist die hohe Gewaltkriminalität. Das zeigt sich tagtäglich, wenn Sie am Hauptbahnhof in München auf der Straße sind, wenn Sie sehen, was sich dort auf der Straße tummelt, was da herumlungert, wie unsere schöne Heimat verkommt, wie Sie unsere Städte zu einem Moloch verkommen lassen, in dem Müll und Dreck sich ausbreiten, weil unzivilisierte Verhaltensweisen in unseren Städten mittlerweile Einzug gehalten haben.“

Maier differenziert nicht zwischen politischem Islamismus oder fundamentalistischem Salafismus und dem Islam als Religionsgemeinschaft. Für ihn ist der Islam eine „gefährliche, gewaltbereite und verfassungsfeindliche Ideologie“, die „zu totalitären Herrschaftssystemen“ führe, was sich in Moscheen manifestiere. Maier propagiert eine pauschale Islamfeindschaft und diskriminiert mit seinen Äußerungen alle Menschen muslimischen Glaubens. Er erkennt den Islam nicht als Religionsgemeinschaft an.
Auch der Verschwörungserzählung eines angeblichen „Bevölkerungsaustausches“ hängt Maier an. Er bezeichnete dies auch als „Great Replacement“. „The Great Replacement“ war auch die Überschrift über dem Manifest des neuseeländischen Attentäters Brenton Tarant, der ca. eineinhalb Jahre zuvor in Christchurch über 50 Menschen erschossen hatte. „Gesteuert und geplant“ werde laut Maier Europa zu einem „afro-orientalischen Siedlungsgebiet“ gemacht und „im Schatten der Asylindustrie“ der „Umbau des deutschen Volkes“ betrieben. Er sprach auch von „Flüchtlingsindustrie“ und von „Flüchtlingslüge“. Er behauptete, „ein Großteil der eingewanderten Araber und Afrikaner [lässt] sich nicht einfach so in eine europäische Kulturgemeinschaft eingliedern“. Ihre Religion und Wertevorstellungen führen dazu, „dass eine Integration in die deutsche Mehrheitsgesellschaft von vorneherein zum Scheitern verurteilt ist“.
Die Zuwanderung will Maier mit Hilfe der Bundeswehr mit Waffengewalt an der Grenze unterbinden: „Bei einer Überlastung der bayerischen Polizei und der Bundespolizei wäre es auch Aufgabe der Bundeswehr, der Streitkräfte, gewesen, diese Grenze, unsere Bundesgrenze, mit den ihr zur Verfügung stehenden Mitteln konsequent und effektiv zu verteidigen.“
Diejenigen, die eine ihm missliebige Politik vertreten, bezichtigt Maier des Volksverrats und will gegen sie vorgehen: „Das ist ein Putsch gegen das eigene Volk, den Sie damals vollzogen haben. Es ist höchste Zeit, daraus die entscheidenden Konsequenzen zu ziehen.“ Hierauf angesprochen, bestärkte er dies mit den Worten: „Es handelt sich um verräterische Aktionen, die hier von der Regierung durchgeführt, geplant und letztlich zwangsvollstreckt werden sollen.“ Er bezeichnete die Abgeordneten von Bündnis 90/Die Grünen im Bayerischen Landtag als „links-grüne Volksfeinde“. Allgemein spricht er von den demokratischen Fraktionen im Bayerischen Landtag als „Parteienkartell“ und von Medien als „Systemmedien“. Weil er gerügt worden ist aber sein Antrag auf Rüge eines anderen Abgeordneten vom Ältestenrat abgelehnt worden ist, sagte Maier: „Der Bayerische Landtag wird damit zu einer rechtsfreien No-go-Area, in der Recht und Gesetz bedeutungslos sind und Macht- und Rechtsmissbrauch Einzug halten.“
Im Verfassungsausschuss des Bayerischen Landtags betonte Maier, dass seine Anträge „in Gesetzesform“ gegossen würden, „wenn Deutschland noch einmal zu alter Kraft und Stärke zurückfinden werde.“
Dass Deutschland den Nationalsozialisten und nicht den Kommunisten in die Hände gefallen ist, sieht Maier als glückliche Fügung: „Ich möchte mir gar nicht vorstellen, was angesichts der Ereignisse in den Dreißigerjahren in der Sowjetunion – ich habe darauf hingewiesen – passiert wäre, wenn Deutschland damals den Kommunisten in die Hände gefallen wäre.“
Angesprochen auf eine Vielzahl der Vorwürfe rassistischer und rechtsextremer Äußerungen, die in der Debatte von anderen Abgeordneten auch als „Bekenntnis zum Nationalsozialismus“ interpretiert worden sind, sagte Maier: „Ich möchte ganz klar sagen: All das, was hier vorgetragen wurde, wird einst auf einem Ehrenschild stehen.“